# Syllepte argillitis
Syllepte argillitis là một loài bướm đêm trong họ Crambidae.